# Ambalabe (Vatomandry)
Pour les articles homonymes, voir Ambalabe.
Ambalabe est une ville et une commune urbaine (Kaominina) située dans la région d'Atsinanana (province de Tamatave), dans l'est de Madagascar.

## Administration
Elle est composée de cinq fokontany.

## Économie
La commune est principalement vers l'agriculture (culture vivrière, maraîchère et culture de rente), l’élevage et l’artisanat.